# ムィコラーイウの戦い
ムィコラーイウの戦い（ムィコラーイウのたたかい）は、2022年のロシアによるウクライナ侵攻におけるウクライナ南部攻勢の一環として、2022年2月26日夜に始まりの2022年3月24日に終了した、ウクライナ軍が勝利した軍事交戦である。
ムィコラーイウは黒海に面した戦略上重要な造船都市であり、3月4日に「ロシア軍にとってオデッサへの次の重要な足がかりになると見られていた」。同市には南ブーフ川にかかる唯一の永久橋がある。

## 戦闘経過

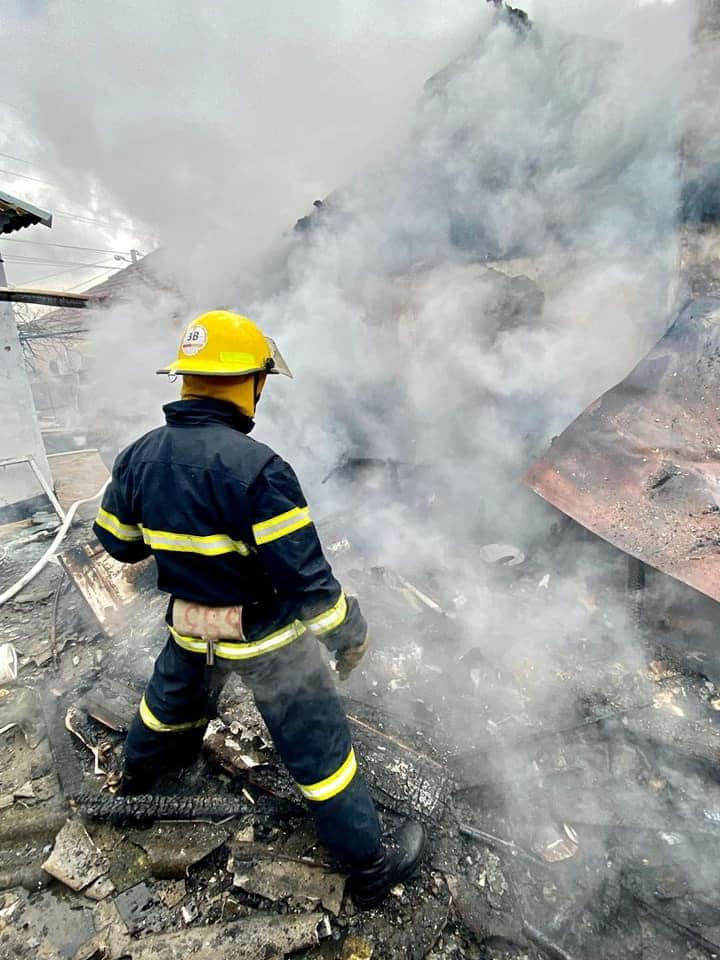
ロシア軍の攻撃によりミコライウで起きた火災を消火するウクライナの消防士

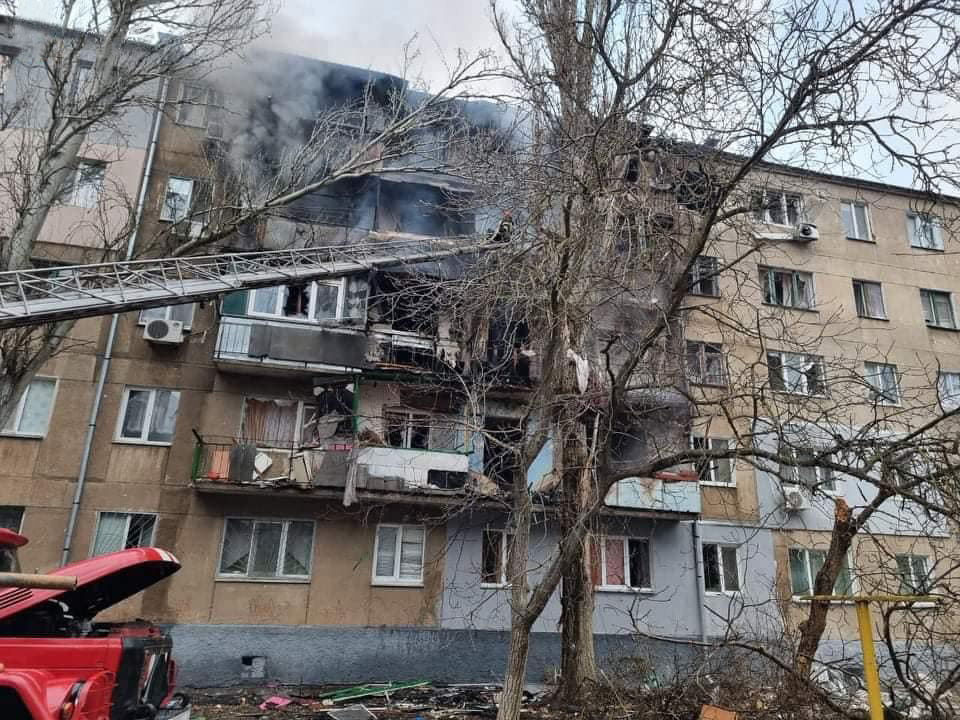
ムィコラーイウの破壊された住宅

2022年2月26日午後、12台のロシア戦車がドニエプル川のカホフカを突破し、ムィコラーイウに向かい始めた。ムィコラーイウ州知事のヴィタリー・キムは、市は包囲に5時間で備えると表明し、市民にバリケードの準備と市の防衛に志願するよう促した。大砲やその他の武器も準備されていた。
18時52分頃までに戦車が市の郊外に入り、市長は市民に自宅待機と窓からできるだけ離れるように指示した。その直後に軍隊が街に入り、約10分後に南ブーフ川での戦いが勃発した。一部報告によると、戦車は「市街地を通過した」という。ロシア軍もムィコラーイウ動物園を占拠した。
約3時間の戦闘の後、ロシア軍はウクライナ軍に撃退された一方で、一部のロシア戦車は都市を迂回したとされており、戦闘は続いた。コラベルヌイ地区、第6スロビツカ・ストリートおよびセントラル・アベニューで大規模な戦闘が記録された。
2月27日の早朝までに、ウクライナ当局はロシア軍が都市から完全に追い出されたと主張し、キムはテレグラムに「ムィコラーイウは我々のものだ！ウクライナに栄光あれ！」 （ Миколаївнаш！ СлаваУкраїні[！] ）と投稿した。一部のロシア兵は捕らえられ、街は甚大な被害を受けた。
2月28日、ロシア軍はヘルソンからムィコラーイウに向かって前進、市の郊外に到着し、現地時間の午前11時に攻撃を開始した。
3月1日、ウクライナ当局によると、ムィコラーイウのすぐ北にあるバシュタンカ市近くのロシア軍の隊列がウクライナ軍に撃破された。
3月2日、ムィコラーイウの北約80キロメートルにあるヴォズネセンスク市で、ウクライナの正規軍、領土防衛隊の隊員、地元の志願兵が別のロシア軍の隊列を撃破した。
ウクライナ海軍は、3月3日以前にムィコラーイウ港で、ウクライナ海軍の旗艦で同軍唯一のフリゲート「ヘーチマン・サハイダクニー」を自沈させた。その日、港でフリゲートの一部が沈んでいる写真が公開された。 
3月4日、ウクライナ国防相は、ヘーチマン・サハイダクニーがロシア軍による鹵獲を防ぐために自沈したことを認めた。キムは後に、ロシア軍は都市から追い出されたが反撃しているとし、ウクライナ軍がクルバキノ空軍基地を奪還したと発表した。オレクサンドル・センケヴィチ市長は、ロシア軍が北、東、南から街を攻撃していると述べた。ウクライナ軍はロシア軍がオデッサ港に到達するための最も簡単なルートである南ブーフ川に架かる一本の旋回橋を押さえていた。ロシア軍は後に市の境界を越えて撤退することを余儀なくされた。
3月7日の午前5時15分、ロシア軍が第79独立空中強襲旅団の兵舎を空爆し、ウクライナ兵10人が死亡、数十人が負傷した。キムは後に、ウクライナ軍がムィコラーイウ国際空港を奪還し、民間人が市外へ退避することができるようになったと述べた。午前5時0分にロシア軍による都市砲撃が始まり、カリブ巡航ミサイルが軍の兵舎を直撃し、兵士8人が死亡、19人が負傷し、さらに8人が行方不明になった。市の東側で激しい衝突が起こり、空港では戦車戦が勃発した。砲撃は夕方頃に止まり、ウクライナ軍はロシアの攻撃を撃退したと宣言した。
キムは3月11日、ウクライナ軍がロシア軍を15～20キロメートル東に押し戻したとし、そして降伏交渉を行っていた一部部隊も包囲したと主張した。彼は、同市を攻撃したロシア軍は比較的弱かったと述べたが、より強力な部隊であれば容易に同市を占領できると警告した。地元の病院の主治医であるアレクサンダー・ディミャノフは、戦闘で250人のウクライナ兵と民間人が負傷し、そのうち12人が死亡したと述べた。ムィコラーイウの法医学研究所のオルガ・ディエルギナ所長は、戦闘中に彼らの遺体安置所が80人の兵士と30人の民間人を含む120人の遺体を受け取ったとAFP通信社に語った。死者の中にはロシアの兵士も含まれていた。
3月12日、がん病院と眼科クリニックが爆撃された。3月13日、キムはガスタービン工場がロシア軍に爆撃されたと述べた。その後、この攻撃で9人が死亡したと明らかにした。ロシア軍は依然として20キロメートル離れた村々を支配しており、南ブーフ川だけが街の包囲を防いでいた。Senkevich市長は民間人はオデッサに通じる道路を通って避難しており、約25万人が避難したとガーディアンに語った。
防衛部隊は、ほぼ全ての街角に積み上げた古タイヤを火炎瓶で燃やすことにより濃い黒煙を発生させ、それにより敵の進行を遅らせようとしていた。一方、ムィコラーイウ州知事のヴィタリー・キムは、防衛部隊を組織し、SNSに自身が投稿した動画を通じて人々を奮起させた。空港を防衛するウクライナ軍を指揮するRuslan Khoda軍曹は、ロシア軍が防衛の脆弱性を試すために調査攻撃をしかけているようであり、監視ドローンが先行していることが多かったと述べた。同市の防衛を指揮するドミトリー・マルチェンコ少将は、ウクライナ軍は砲撃を繰り返すことでロシア軍の士気を下げようとしていると述べた。
3月16日のニューヨーク・タイムズの報告によると、同市の遺体安置所には132人の遺体が収容されているという。
3月18日、ムィコラーイウの北郊外にあるウクライナ軍第36独立海軍歩兵旅団（本部ムィコラーイウ）の兵舎（地元兵士の訓練に使用されていた）にヘルソン近郊から発射されたロシア軍のクラブミサイルが2発直撃した。当時は夜間で兵士は寝台で就寝中であったが、発射地点がヘルソン近郊と兵舎から近すぎたため警報を鳴らす時間がなかった。当初、ウクライナ軍兵士45人が死亡したと報告され、死者数はさらに増えるとみられている。ベルギー紙HLNは、市内の死体安置所とウクライナ陸軍は少なくとも80人のウクライナ兵が死亡し、彼らの遺体は回収されたと述べたと報じた。
3月29日、ウォロディミル・ゼレンスキーと地元当局者はロシアのミサイル攻撃がムィコラーイウの地方行政本部に直撃したと語った（ムィコラーイウ州庁舎への爆撃）。この攻撃で少なくとも35人が死亡、33人が負傷した。

### 4月
4月8日、ヴィタリー・キムは、ムィコラーイウ地域に残っているロシア軍は「事実上存在しない」と主張したが、4月16日時点でロシア軍は都市への砲撃を続けていた。
4月中旬、ドニプロからの新鮮な水を運ぶパイプラインが損傷を受けた結果、市内の主な給水がストップし、ムィコラーイウの住民は川や小川の水や、近隣の町や市からの寄付に頼らざるを得なくなった。ヴィタリー・キムは井戸や水浄化装置、淡水化プラントを利用して数日中に給水量を50%まで復活させることを約束した。砲撃と巡航ミサイル攻撃が続いたが、都市は依然としてウクライナが支配している。

### 5月
5月5日、ロシア国防省はロシア軍のミサイルがムィコラーイウの大規模な弾薬庫を破壊したと主張した。